# Linda B. Buck
Linda B. Buck (sinh ngày 29 tháng 1 năm 1947) là nhà sinh học người Mỹ, nổi tiếng về công trình nghiên cứu hệ khứu giác (olfactory system). Năm 2004 bà đã đoạt Giải Nobel Sinh lý và Y khoa, chung với Richard Axel, cho công trình nghiên cứu cơ quan thụ cảm khứu giác (olfactory receptor) của họ.

## Tiểu sử
Sinh tại Seattle, Washington, Buck đậu bằng cử nhân khoa học ngành Tâm lý học và Vi sinh học năm 1975 ở Đại học Washington tại Seattle. Năm 1980 bà đậu bằng tiến sĩ ngành miễn dịch học ở University of Texas Southwestern Medical Center (Trung tâm Y khoa Đại học Texas miền Tây nam). Bà nghiên cứu hậu tiến sĩ ở đại học Columbia dưới sự hướng dẫn của Richard Axel.

## Sự nghiệp
Năm 1991 Buck làm giáo sư phụ tá môn sinh học thần kinh (neurobiology) ở Đại học Harvard, nơi bà mở rộng kiến thức về hệ thần kinh. Quan tâm nghiên cứu chính của bà là tìm hiểu bằng cách nào các pheromone và các mùi được nhận ra ở mũi và được làm sáng tỏ ở não.
Trong bài báo mang tính bước ngoặt của Buck và Axel được xuất bản vào năm 1991, các cơ quan thụ cảm khứu giác được dòng hóa (cloned) của Buck và Axel, cho thấy rằng chúng thuộc về họ của các cơ quan thụ cảm kết nối với protein G (G protein-coupled receptor). Bằng cách phân tích DNA của chuột, họ ước tính rằng có khoảng 1.000 gen khác nhau cho các cơ quan thụ cảm khứu giác trong bộ gen của lớp Thú. Nghiên cứu này đã mở cửa cho việc phân tích sinh học di truyền và sinh học phân tử của các bộ máy của khứu giác. Trong việc nghiên cứu sau này của họ, Buck và Axel đã chỉ ra rằng mỗi neuron cơ quan thụ cảm khứu giác đáng kể chỉ thể hiện một loại protein cơ quan thụ cảm khứu giác và các đầu vào từ tất cả neuron các tế bào thần kinh thể hiện cùng một cơ quan thụ cảm được thu thập bởi một tiểu cầu (glomerulus) đơn của hành khứu giác (olfactory bulb). 
Bà là thành viên chính thức của Phân ban Khoa học Cơ bản tại Trung tâm nghiên cứu Ung thư Fred Hutchinson, giáo sư Sinh lý học và Lý sinh học ở Đại học Washington tại Seattle và là nhà nghiên cứu của Viện Y học Howard Hughes. Bà được đưa vào Viện Hàn lâm Khoa học Quốc gia Hoa Kỳ (United States National Academy of Sciences) năm 2004.
Năm 2008 và 2010 Buck đã rút lại 3 bài nghiên cứu khi phòng thí nghiệm của bà không thể tái tạo các tài liệu phát hiện. Zhihua Zou là đồng tác giả của cả ba bài nói trên, nhưng đã từ chối ký tên rút lại ít nhất một trong 3 bài trên. Công trình này không được coi là chủ yếu cho Giải Nobel của bà.

## Giải thưởng
- 1997 Giải Rosenstiel
- 2003 Giải quốc tế Quỹ Gairdner
- 2004 Giải Nobel Sinh lý và Y khoa